# Bernard L. Fanaroff
Bernard Lewis Fanaroff FRS (1947) é um astrônomo sul-africano, que foi diretor do Square Kilometre Array na África do Sul.
Enquanto trabalhava em seu PhD em radioastronomia fez um grande avanço na classificação de galáxias de rádio, junto com a astrônoma britânica Julia Riley, que ficou conhecida como classificação de Fanaroff-Riley.
Após concluir seu PhD tornou-se sindicalista e atuou como secretário nacional da National Union of Metalworkers of South Africa antes de ingressar no governo como diretor-geral adjunto no Gabinete do Presidente Nelson Mandela.
Foi eleito membro da Royal Society em 2019.